# Eyal Zamir
Eyal Zamir (Eilat, 26 de enero de 1966) es un militar israelí, y el actual jefe del Estado Mayor de las Fuerzas de Defensa de Israel, asumido el cargo el 5 de marzo de 2025. Se desempeñó anteriormente como director general del Ministerio de Defensa de Israel (2023-2025), como subjefe del Estado Mayor general entre 2018  y 2021, comandante del Comando Sur, secretario militar del primer ministro, comandante de la 36.ª brigada y comandante de la 7.ª brigada blindada.

## Estudios
Nació y creció en Eilat. Sus abuelos eran inmigrantes de Yemen y Siria. Es graduado de la 17.ª clase de la Academia de Comando Militar en Tel Aviv.
Se graduó de la escuela de comando y Estado Mayor Interservicios y de la escuela de seguridad nacional. Tiene una licenciatura en ciencias políticas de la Universidad de Tel Aviv, una maestría en seguridad nacional de la Universidad de Haifa, y es exalumno del Programa de Dirección General para Altos Ejecutivos (GMP) de la Wharton School.

## Trayectoria
Comenzó su servicio en las FDI en 1984, uniéndose al Cuerpo Blindado. En el cuerpo blindado realizó entrenamiento como soldado de combate y luego asistió al curso de comandante de tanque. Fue comandante de pelotón y comandante de compañía en la 500.ª brigada y en la 460.ª brigada.
En 1992-1994 sirvió como oficial de operaciones de la 7.ª brigada blindada (con rango de mayor). De 1994 a 1996 se desempeñó como comandante del 75.º batallón de la 7.ª brigada (con el rango de teniente coronel). En 1996 fue comandante del curso de comandantes de tanques en la escuela blindada. Desempeñó este cargo hasta 1997, cuando fue a estudiar durante un año a la Escuela Militar de París, en Francia.
En noviembre de 2012 fue nombrado secretario militar del primer ministro, y el 3 de septiembre de 2015 decidió poner fin a su mandato. El 14 de octubre de 2015 asumió el cargo de comandante del Comando Sur. Hacia el final de su mandato, comenzaron los enfrentamientos en la frontera entre Israel y la Franja de Gaza. El 6 de junio de 2018 finalizó su mandato como comandante del Comando Sur.
El 13 de junio de 2022, el ministro de defensa, Benny Gantz, inició el proceso de selección del 23.er jefe de Estado mayor de las Fuerzas de Defensa de Israel. Fue anunciado como uno de los tres candidatos junto con Herzi Halevi y Yoel Strick. Halevi asumió el cargo en enero.
El 2 de enero de 2023 fue nombrado director general del Ministerio de Defensa por Yoav Galant.